# Выборы губернатора Ставропольского края (2019)
Выборы губернатора Ставропольского края состоялись в Ставропольском крае 8 сентября 2019 года в единый день голосования. Губернатором в первом туре избран действующий губернатор Владимир Владимиров.

## Предшествующие события
27 сентября 2013 года Валерий Зеренков досрочно по собственному желанию покинул должность губернатора. Временно исполняющим обязанности губернатора до выборов нового президент России Владимир Путин назначил Владимира Владимирова.
Поскольку Владимиров был назначен уже после проведения единого дня голосования в 2013 году, который состоялся 8 сентября, то в статусе врио он возглавлял правительство края почти год. Выборы губернатора прошли в единый день голосования 14 сентября 2014 года — первые после 14-летнего перерыва.
После губернаторской кампании 2014 года в Закон «О выборах Губернатора Ставропольского края» изменения вносились шесть раз. В основном это было связано с федеральными новациями. В частности, более детально расписаны полномочия избирательных комиссий всех уровней, уточнен порядок информирования избирателей, проведения предвыборной агитации, условия выпуска и распространения агитационных материалов. Новинкой этого избирательного цикла стало придание краевой избирательной комиссии, статуса субъекта законодательной инициативы. Также приведен в соответствие с федеральным краевой закон, касающийся системы «мобильный избиратель». Она уже применялась в Ставропольском крае, но только на федеральном уровне — в ходе выборов Президента РФ. Суть системы состоит в том, что если гражданин не находится по месту своего жительства (на территории своего избирательного участка), то он сможет проголосовать там, где физически будет в день голосования. Ещё одно нововведение — участие в выборах общественных наблюдателей.
В феврале 2019 года стало известно, что на организацию и проведение выборов губернатора, по словам председателя ИК Ставропольского края Евгения Демьянова, в краевом бюджете запланирована сумма в 191 млн рублей.
30 мая 2019 года Дума Ставропольского края назначила выборы губернатора Ставропольского края на 8 сентября 2019 года.

## Выдвижение и регистрация кандидатов
1 июня началась процедура выдвижения кандидатов. Документы для выдвижения кандидатов должны быть представлены в избирательную комиссию Ставропольского края в период с 1 июня по 1 июля включительно.
Губернатором может быть избран гражданин Российской Федерации, достигший возраста 30 лет. В Ставропольском крае кандидаты выдвигаются только политическими партиями, имеющими в соответствии с федеральными законами право участвовать в выборах. У кандидата не должно быть гражданства иностранного государства либо вида на жительство в какой-либо иной стране.
Кандидат в губернаторы обязан также представить в избирком письменное уведомление о том, что он не имеет счетов (вкладов), не хранит наличные денежные средства и ценности в иностранных банках. Все таковые счета кандидат обязан закрыть к моменту своей регистрации.

### Муниципальный фильтр
В Ставропольском крае кандидаты должны собрать подписи 6 % депутатов представительных органов муниципальных образований и (или) избранных на выборах глав муниципальных образований. Среди них должны быть подписи депутатов представительных органов районов и городских округов и (или) избранных на выборах глав районов и городских округов в количестве 6 % от их общего числа. Кроме того, кандидат должен получить подписи не менее чем в трёх четвертях районов и городских округов. По расчёту избиркома, каждый кандидат должен собрать от 143 до 150 подписей депутатов всех уровней и глав муниципальных образований, из которых от 61 до 64 — депутатов представительных органов и (или) глав не менее чем 25 районов и городских округов края.

### Кандидаты в Совет Федерации
С декабря 2012 года действует новый порядок формирования Совета Федерации. Так каждый кандидат на должность губернатора Ставропольского края при регистрации должен представить список из трёх человек, один из которых избранным кандидатом будет назначен сенатором от правительства региона.

## Кандидаты
Кандидатов на выборах губернатора выдвинули 6 партий. Зарегистрировано было 5 кандидатов.
| Кандидат            | Должность (на момент выдвижения)                                                                             | Партия                   | Статус                 |
| ------------------- | --- | ------------------------ | ---------------------- |
| Владимир Владимиров | губернатор Ставропольского края                                                                              | Единая Россия            | зарегистрирован        |
| Геннадий Ефимов     | юрисконсульт ООО «Юнитрейд»                                                                                  | ЛДПР                     | зарегистрирован        |
| Николай Кряжев      | временно неработающий                                                                                        | КПСС                     | зарегистрирован        |
| Александр Кузьмин   | заместитель председателя Думы Ставропольского края                                                           | Справедливая Россия      | зарегистрирован        |
| Валентин Смирнов    | директор ООО «Ставропольторг»                                                                                | Партия социальных реформ | отказано в регистрации |
| Виктор Соболев      | ведущий инспектор в группе инспекторов ВУНЦ СВ «Общевойсковая академия Вооружённых Сил Российской Федерации» | КПРФ                     | зарегистрирован        |

## Результаты
| Место                                    | Место                                    | Кандидат                                 | Партия                                   | Голосов   | %       |
| ---------------------------------------- | ---------------------------------------- | ---------------------------------------- | ---------------------------------------- | --------- | ------- |
|                                          | 1.                                       | Владимир Владимиров                      | Единая Россия                            | 1 000 074 | 79,64 % |
|                                          | 2.                                       | Виктор Соболев                           | КПРФ                                     | 116 696   | 9,29 %  |
|                                          | 3.                                       | Геннадий Ефимов                          | ЛДПР                                     | 49 850    | 3,97 %  |
|                                          | 4.                                       | Николай Кряжев                           | КПСС                                     | 35 546    | 2,83 %  |
|                                          | 5.                                       | Александр Кузьмин                        | Справедливая Россия                      | 32 222    | 2,57 %  |
|                                          |                                          |                                          |                                          |           |         |
| Действительных бюллетеней                | Действительных бюллетеней                | Действительных бюллетеней                | Действительных бюллетеней                | 1 234 388 | 98,30 % |
| Недействительных бюллетеней              | Недействительных бюллетеней              | Недействительных бюллетеней              | Недействительных бюллетеней              | 21 306    | 1,70 %  |
| Всего                                    | Всего                                    | Всего                                    | Всего                                    | 1 255 694 | 100 %   |
|                                          |                                          |                                          |                                          |           |         |
| Число бюллетеней, выданных на участке    | Число бюллетеней, выданных на участке    | Число бюллетеней, выданных на участке    | Число бюллетеней, выданных на участке    | 1 143 123 | 90,99 % |
| Число бюллетеней, выданных вне помещения | Число бюллетеней, выданных вне помещения | Число бюллетеней, выданных вне помещения | Число бюллетеней, выданных вне помещения | 113 164   | 9,01 %  |
|                                          |                                          |                                          |                                          |           |         |
| Явка                                     | Явка                                     | Явка                                     | Явка                                     | 1 256 287 | 66,89 % |
| Число избирателей                        | Число избирателей                        | Число избирателей                        | Число избирателей                        | 1 878 050 | 100 %   |

## Инаугурация
27 сентября 2019 года Владимиров вступил в должность губернатора. Церемония инаугурации прошла во Дворце культуры и спорта Ставрополя. На инаугурации присутствовали заместитель председателя Госдумы РФ Ольга Тимофеева, Министр РФ по делам Северного Кавказа Сергей Чеботарёв, Полпред Президента России Александр Матовников, председатель Парламента Чеченской Республики Магомед Даудов. Владимиров назначил членом Совета Федерации первого заместителя директора Росгвардии Сергея Меликова.